# Azotat de etilamoniu
Azotatul de etilamoniu este un compus ionic lichid la temperatura camerei, cu formula chimică (C2H5)NH+3·NO−3 cu punctul de topire 12 °C. Prezintă importanță electrochimică. A fost sintetizat prima oară de chimistul german Paul Walden.